# Drifter’s Escape
Drifter’s Escape – piosenka skomponowana przez Boba Dylana, nagrana przez niego w październiku i wydana na albumie John Wesley Harding w grudniu 1967.

## Historia i charakter utworu
„Drifter’s Escape” należy do trzech najważniejszych utworów na albumie, które ustalają ton całej płyty; dwoma pozostałymi piosenkami są „The Ballad of Frankie Lee and Judas Priest” i „I Dreamed I Saw St. Augustine”.
Jest to jeden z najbardziej tajemniczych utworów Dylana, alegoryczny i zapewne także autobiograficzny. Atmosfera utworu jest kafkowska – pewien człowiek zostaje zawleczony przed sąd i oskarżony o w ogóle nienazwaną zbrodnię. Różnica jest jednak taka, że ostatecznie udaje mu się uniknąć skazania dzięki ewidentnie boskiej interwencji.
Cechami utworu są tajemniczość i niejasność – nie wiadomo kim jest bohater utworu, jakie naprawdę są moce, które go uwolniły. Dylan unika odpowiedzi, ukazując jego bohatera przemierzającego krajobraz jak z obrazów Goi z „ciemnego okresu”.
Można patrzeć także na tę postać jak na outsidera, który spotyka się z niechęcią, a nawet groźbami ze strony społeczeństwa, jednak pozostaje niezwyciężony. Porównanie tej piosenki z utworem „John Wesley Harding” rzuca na „Drifter’s Escape” dodatkowe światło.

## Koncerty Dylana, na których wykonywał tę piosenkę
- Dylan po raz pierwszy zaczął wykonywać ten utwór w 1992 r. w dwu aranżacjach – oryginalnej albumowej i w stylu Hendrixa.
- W 1995 r. piosenka nabrała dosyć swobodnego stylu i często rozpoczynała koncerty.
- W 2001 r. energiczne i dynamiczne wykonania wiele zawdzięczały elektrycznej gitarze Charliego Sextona

## Wersje innych artystów
- Jimi Hendrix – Loose Ends (1974); Stone Free (1981); Live & Unreleased: The Radio Show (1989); Lifelines: The Jimi Hendrix Story (1990); South Saturn Delta (1997)
- Joan Baez – Any Day Now (1968); Vanguard Sessions: Baez Sings Dylan (1998)
- Wolfgang Ambros – Live (1979)
- Vale – A Tribute to Bob Dylan (1992)
- The Zimmermen – After the Ambulances Go (1998)
- George Thorogood & the Destroyers – Hard Stuff (2006)